# Шилков, Александр Анфимович
Александр Анфимович Шилков (14 [27] декабря 1915, Бурмакино, Ярославская губерния — 9 апреля 1972, Саки, Крымская область) — Герой Советского Союза, командир звена 3-го гвардейского истребительного авиационного полка (1-я гвардейская истребительная авиационная дивизия, ВВС Балтийского флота), гвардии лейтенант. Указом Президиума Верховного Совета СССР от 19 января 1961 года лишён звания Герой Советского Союза, за совершение преступления.

## Биография
Родился 14 (27) декабря 1915 года в деревне Бурмакино, ныне рабочий посёлок в Некрасовском районе Ярославской области.
Окончил 2 курса Ивановского строительного техникума. Работал бухгалтером на кожзаводе в Ярославле.
В Красной армии с октября 1936 года. Служил матросом на Черноморском флоте. В 1937 окончил школу младших авиационных специалистов (г. Севастополь). До ноября 1940 служил стрелком-радистом в ВВС Черноморского флота. В феврале 1942 окончил Ейскую военную авиационную школу морских лётчиков, оставлен в ней лётчиком-инструктором.
Участник Великой Отечественной войны: в октябре 1942-мае 1945 — лётчик, командир звена, заместитель командира и командир авиаэскадрильи 3-го гвардейского истребительного авиационного полка (ВВС Балтийского флота). К маю 1944 года совершил 141 боевой вылет, в 32 воздушных боях сбил лично 14 и в составе группы 3 самолёта противника.
За мужество и героизм, проявленные в боях с немецко-фашистскими захватчиками, гвардии лейтенанту Шилкову Александру Анфимовичу Указом Президиума Верховного Совета СССР от 22 июля 1944 года присвоено звание Героя Советского Союза с вручением ордена Ленина и медали «Золотая Звезда» (№ 4005).
Всего за время войны совершил 190 боевых вылетов на истребителях ЛаГГ-3, Ла-5 и Ла-7, в 40 воздушных боях сбил лично 19 и в группе 3 самолёта противника.
После войны продолжал службу в морской авиации. В 1947 окончил Высшие офицерские курсы авиации ВМФ. Командовал авиаэскадрильей в ВВС Черноморского флота, затем был заместителем командира авиаполка ВВС Северного флота. Летал на реактивных истребителях МиГ-15 и МиГ-17. В 1956 окончил авиационный факультет Военно-морской академии. Служил на штабных должностях в ВВС Черноморского флота. Полковник (28.02.1957, в 1961 году лишался воинского звания по приговору суда, впоследствии восстановлен в нём), военный лётчик 1-го класса (1953).
27 августа 1960 года уволен в запас по служебному несоответствию.
10 сентября 1960 года военным трибуналом Черноморского флота осуждён за изнасилование на 10 лет лишения свободы. Указом Президиума Верховного Совета СССР от 19 января 1961 года лишён звания Герой Советского Союза. Досрочно освобождён в октябре 1961 года.
После освобождения жил в городе Саки (Крым). Умер 9 апреля 1972 года.

## Награды
- Награждён орденом Ленина (22.07.1944), пятью орденами Красного Знамени (19.01.1943, 2.10.1943, 10.04.1944, 30.04.1945, 1954), орденом Красной Звезды (1951) и медалями.